# Ji ma ma
ji ma ma（ジママ）は、日本の女性歌手ユニット。
ji ma maとは「わがまま」「自由奔放」という意味。映画監督の宮平貴子は妹
。

## 略歴
2001年に京都府で、宮平照美と中嶋眞生による音楽ユニットとして結成された。2001年から2002年にかけて開かれたSony Music Auditionに合格。2004年ソニー・ミュージックジャパンインターナショナルよりメジャーデビュー。同年、中嶋眞生は脱退して、宮平照美のみのソロプロジェクトとして活動を継続することになって、地元沖縄を中心として活動している。
シングル「想い〜ウムイ〜」よりソニー・ミュージックジャパンインターナショナルからエピックレコードジャパンに内部レーベル移籍。

## メンバー
- 宮平 照美（みやひら てるみ）：ボーカル担当。沖縄県那覇市出身。
- 中嶋 眞生（なかじま まき）：キーボード担当。京都府出身。2004年脱退。

## ディスコグラフィー

### シングル
インディーズ
1. カケラ（2003年7月24日）

メジャー
1. 街（2004年1月21日）
2. ガーリック トースト（2004年3月24日）
3. 空へ（2004年6月2日）
4. でいご／月下美人（2005年6月1日）
5. 想い文（2006年1月18日）
6. 風便り（2006年10月18日）
7. でいご（Okinawa Session）／アカリ（2007年4月18日）
8. 想い〜ウムイ〜（2008年7月23日）
9. 大丈夫（2009年4月22日）

### アルバム
1. Dragonfruit Moon（2004年6月30日）
2. 裸足 からびさー（2007年7月18日）

#### ベストアルバム
1. BEST OF ji ma ma（2010年1月13日）

### DVD
- 裸足 からびさー FILMS（2007年12月12日）

### 参加作品
- a cross（2003年3月19日）
  - 樋口康雄による『鉄腕アトム』トリビュートアルバム『ミュージック・フォー・アトム・エイジ』6曲目に収録。
- 明日の空（2010年1月20日）
  - コンピレーション・アルバム『すごくおいしいうた[2]』13曲目に収録。
  - 「おいしいうたファミリー[3]」の一員として参加。
- 浜辺で見つけた宝物（2011年2月3日）
  - 浜田省吾によるユニット「Fairlife」の3rdアルバム『みちくさ日和』8曲目に収録。

### タイアップ
| 曲名                      | タイアップ                                                                                     |
| ヒヨリ                    | 沖縄セルラー「やっぱauフェスタ」CMソング                                                       |
| 空へ                      | 豊崎タウンCMソング                                                                             |
| でいご                    | 沖縄テレビ放送「飲酒運転撲滅キャンペーン」イメージソング                                       |
| 月下美人                  | 瑞泉酒造「瑞泉イエロー」CMソング                                                               |
| ジュゴンの飛行船          | 琉球放送「気ままにロハススタイル」テーマソング                                                 |
| でいご（Okinawa Session） | 日本テレビ系「スッキリ!!」4月度エンディングテーマ                                              |
| アカリ                    | 彩プロ配給映画「アコークロー」主題歌                                                           |
| 想い〜ウムイ〜            | 大洋薬品工業（現：武田テバファーマ）CMソング                                                   |
| 大丈夫                    | 大洋薬品工業CMソング                                                                           |
| 大丈夫                    | 毎日放送2009年5月のおいしいうた                                                                |
| 約束                      | 沖縄セルラー「夏は自然にauキャンペーン」CMソング                                               |
| 永遠の言葉〜ETERNITY      | シネカノン配給映画「アンを探して」主題歌                                                       |
| 大好きな人                | 角川配給映画「オカンの嫁入り」主題歌                                                           |
| 海鳴り                    | 日本テレビ系「ニセ医者と呼ばれて 〜沖縄・最後の医介輔〜」主題歌                                |
| おかえり                  | 日本テレビ系「今夜あなたは目撃者! みのもんたの全国警察犯罪捜査網 4時間スペシャル」テーマソング |

## 出演

### ラジオ
- MAGICAL STREAM（α-STATION）
- Night on the planet（FM NORTHWAVE）
- FREEZY STYLE（FM OKINAWA）

### CM
- 沖縄県国民健康保険